# Tour Solférino

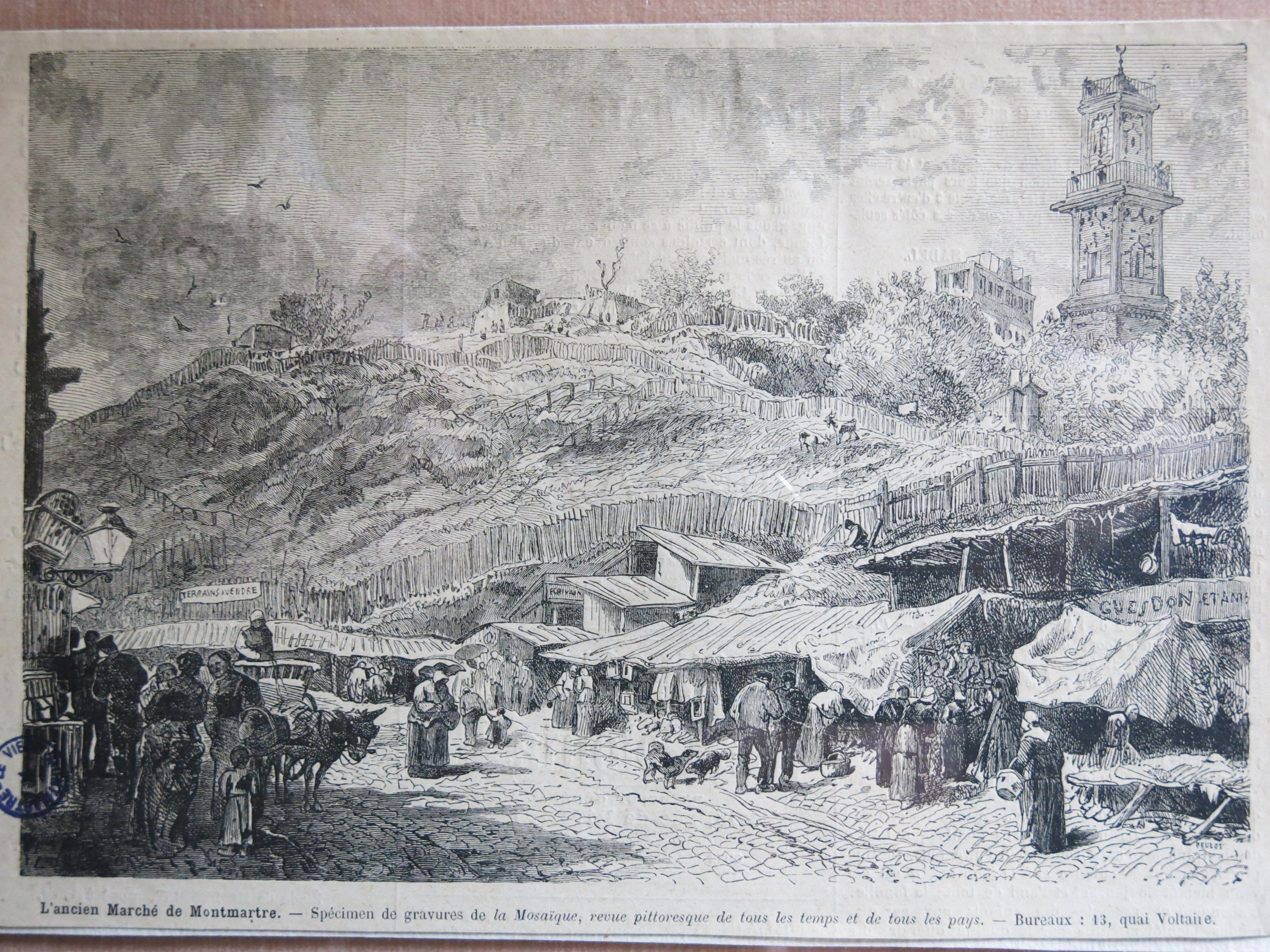
La tour de Solférino en 1860.

La tour Solférino était une tour bâtie en 1859 près d'une guinguette du même nom, rue des Rosiers (maintenant rue du Chevalier-de-La-Barre), à l'emplacement approximatif actuel de la basilique du Sacré-Cœur de Montmartre.

## Historique
Elle faisait environ 25 m de haut et comportait 4 étages. La guinguette faisait payer pour la vue depuis le sommet, où une longue vue permettait de voir jusqu'à 100 km.
Elle porte le nom de la bataille de Solférino, remportée par Napoléon III sur les Autrichiens en 1859.
Lors de la guerre franco-prussienne de 1870, les deux étages supérieurs furent supprimés pour ne pas servir de repère aux canons prussiens. La tour a été détruite en 1874.
Elle ne doit pas être confondue avec la tour Montmartre, d'apparence un peu similaire, et qui se situait 124 rue de l'Empereur (aujourd'hui rue Lepic) sur la place Jean-Baptiste-Clément actuelle. Cette tour s'est effondrée victime d'un fontis et vu la fragilité du terrain n'a pas été reconstruite.

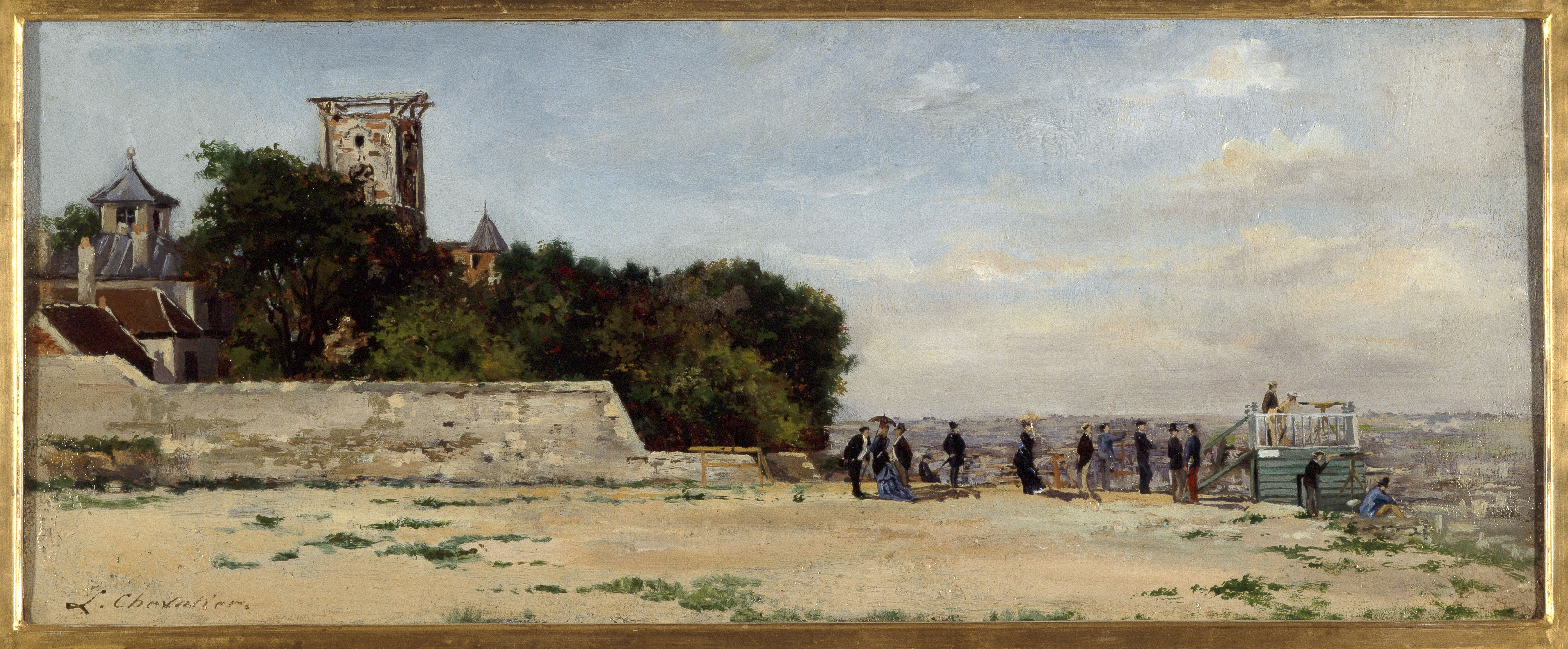
Le sommet de la butte Montmartre, avec la tour Solférino.
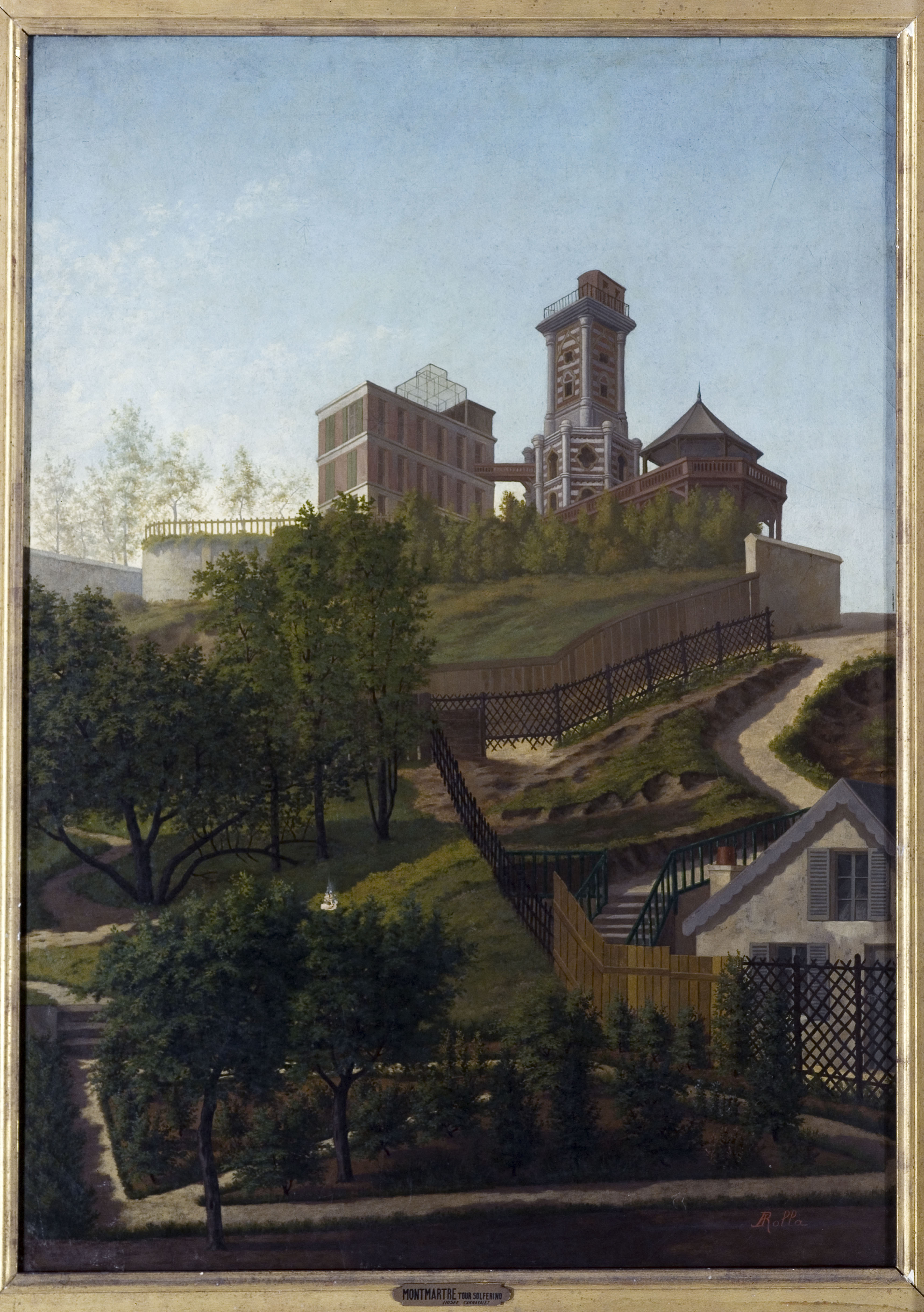
La Tour Solférino, à Montmartre par Léon Rola, musée Carnavalet.
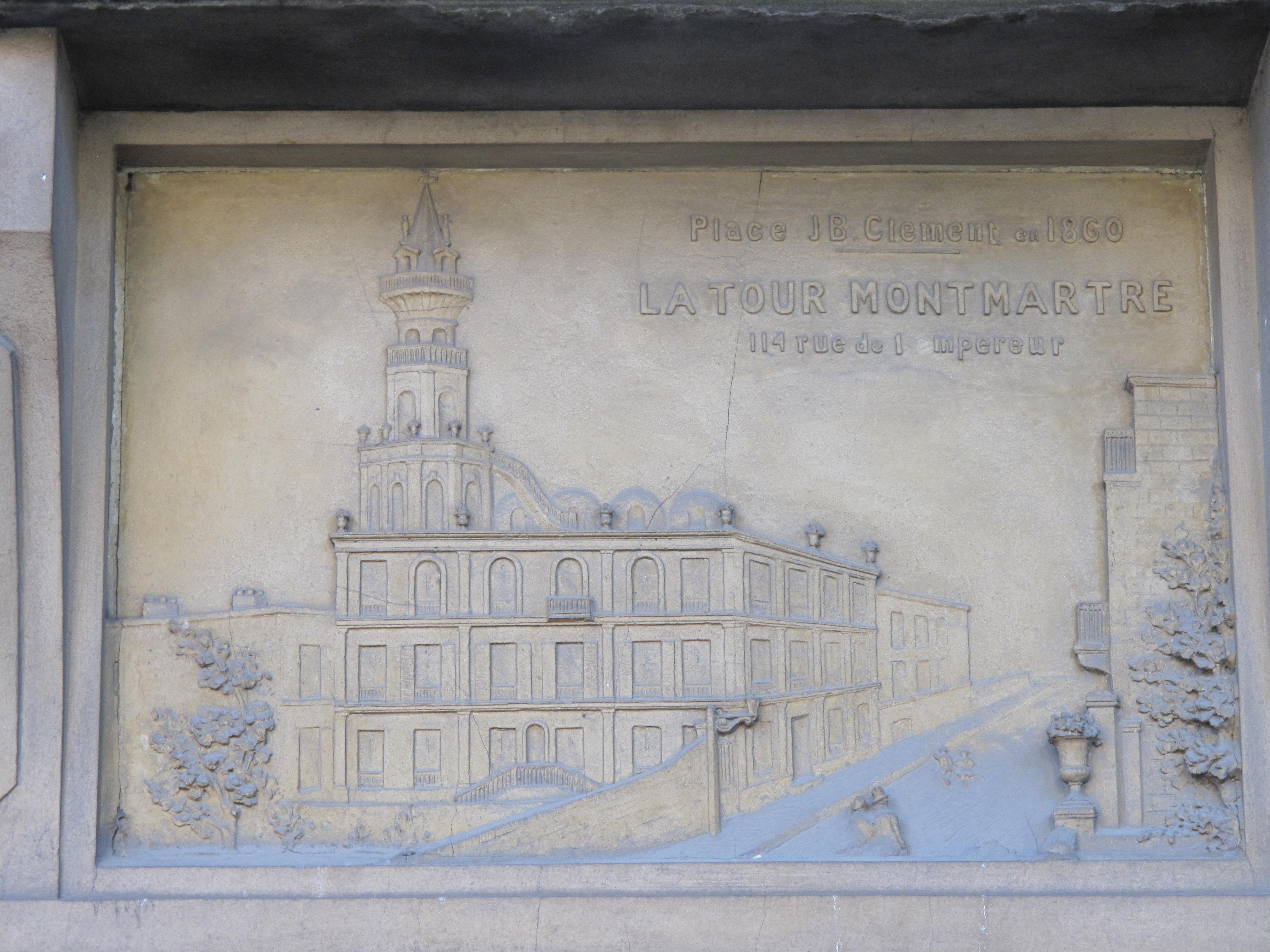
Plaque avec un dessin de la tour Montmartre.

## Source
- Alain Rustenholz, Les traversées de Paris : l'esprit de la ville dans tous ses quartiers, Evreux, Parigramme, septembre 2006, 647 p. (ISBN 2-84096-400-7) p. 228
- http://paris-bise-art.blogspot.fr/2013/02/la-tour-solferino-montmartre.html